# 26-й пехотный полк (Австро-Венгрия)
26-й Венгерский пехотный полк (нем. Ungarisches Infanterie-Regiment Nr. 26) — венгерский пехотный полк Единой армии Австро-Венгрии.

## История
Образован в 1717 году. До 1915 года носил название 26-й Венгерский пехотный полк «Шрайбер» (нем. Ungarisches Infanterie Regiment «Schreiber» Nr. 26). Участвовал в австро-турецких и Наполеоновских войнах, Семилетней и Австро-итало-прусской войне, а также в подавлении Венгерского восстания. В разное время покровителями полка были:
- фельдцейхмейстер Ричард Д'Алтон[нем.]
- 1844—1852: эрцгерцог Фердинанд Карл Виктор фон Эсте
- 1852—1910: великий князь Михаил Николаевич
- 1910—1918: Шрайбер

Полк состоял из 4-х батальонов: 1-й, 2-й и 4-й базировались в Дьёре, 3-й — в Эстергоме. Национальный состав полка по состоянию на 1914 год: 53 % — венгры, 38 % — словенцы.
Полк участвовал в Первой мировой войне, сражаясь против итальянских войск под Изонцо.
В ходе так называемых реформ Конрада с июня 1918 года число батальонов было сокращено до трёх: остались только 1-й, 2-й и 3-й батальоны.

## Командиры
- 1859: полковник Георг фон Вальдштеттен[10][11]
- 1873: полковник Филипп Грунне
- 1879: полковник Йоханн Абеле фон Лилиенберг[12]
- 1903—1904: полковник риттер Эдуард фон Швайцер
- 1904—1905: полковник Франц Маренци фон Тальюно и Тальгате, маркграф фон Валь Олиола, барон фон Маренцфельдт и Шенек
- 1906—1910: полковник барон Йозеф фон Вебер[13]
- 1911—1913: полковник Йозеф Марк
- 1914: подполковник Ливиус Борота фон Трстеница[2]